# شواك أسود
شُوَاك أسود (بالإنجليزية: Acanthosis nigricans)‏ ذو لون بُني مائل إلى الأسود، وهو عبارة عن زيادة التصبغ في الجلد. ويوجد في العادة في طيات الجسم مثل الرقبة والإبط وأصل الفخذ (مغبن) والسرة وغيرها.